# Voiselle

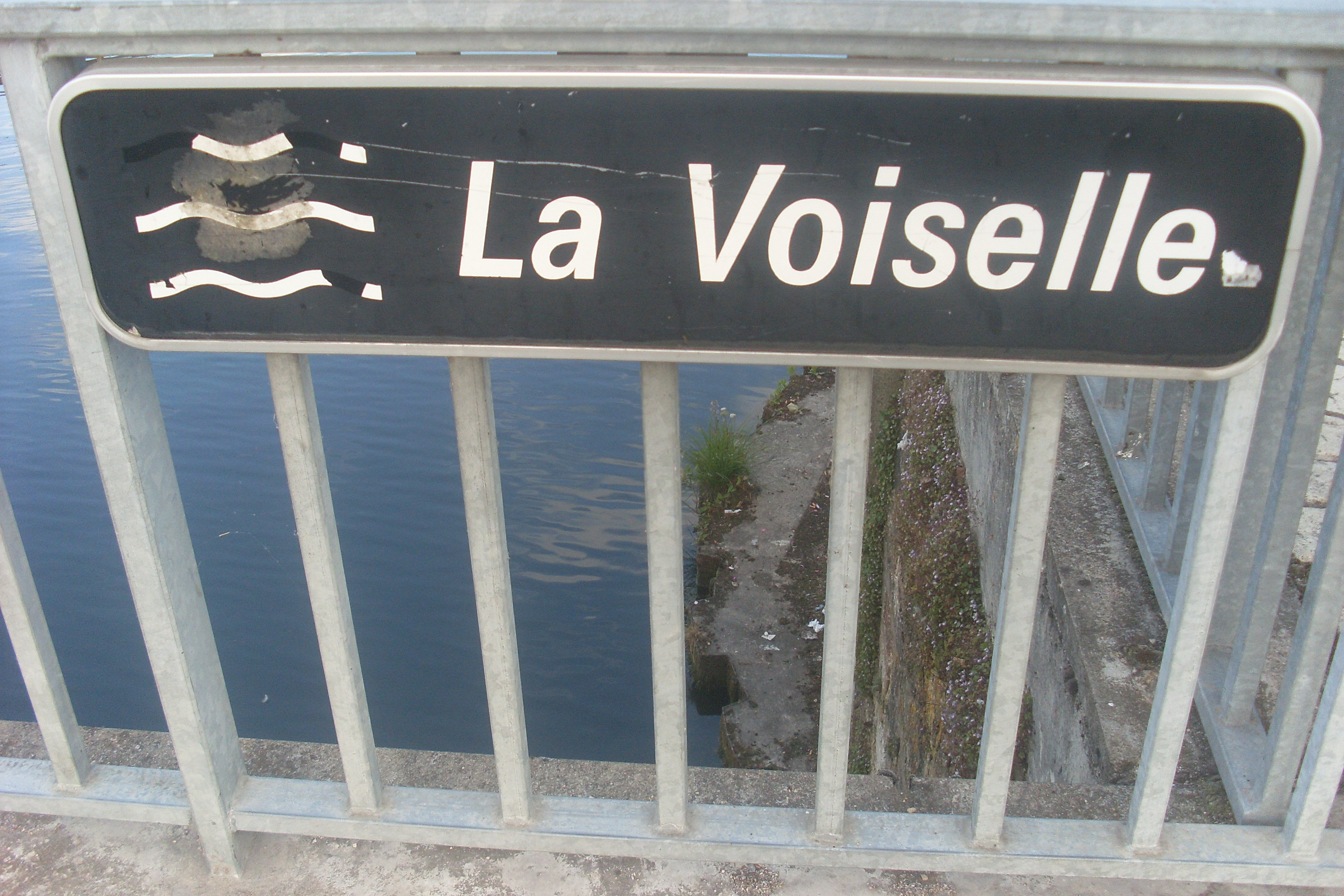

La Voiselle est une rivière française qui se jette dans l'Yèvre à Bourges. Elle forme les marais de Bourges, appelés aussi ou marais de l’Yèvre et de la Voiselle,.